# 戴科
戴科（1524年—？），字朝賔，號筠臺，福建興化府莆田縣人，軍籍，明朝政治人物。

## 生平
乙卯科（1555年）福建鄉試第十三名舉人。嘉靖三十五年（1556年）中式丙辰科二甲第三名進士。户部观政，授户部主事，三十八年升员外、郎中，四十年升四川叙州府知府，隆慶二年（1568年）復除廣東廣州府知府。四年九月因黄屏臣案，与巡按御史杨标发生争执，杨标上疏弹劾，被逮问免职。

## 家族
曾祖戴淑盛；祖父戴允勉，壽官；父戴廷璋，通判。母彭氏；繼母郭氏。弟戴穆（生员）、戴稼。